# Trauma Center (film)
Trauma Center is een Amerikaanse actie-thriller uit 2019, geregisseerd door Matt Eskandari.

## Verhaal
Door toeval wordt Madison Taylor getuige van moord, gepleegd door de twee corrupte agenten Pierce en Tull die ook op haar schieten. Als ze door een kogel wordt geraakt, verdwijnen Pierce en Tull wanneer rechercheur Steve Wakes arriveert. Taylor wordt wakker in het ziekenhuis en als getuige onder bescherming geplaatst door Wakes. Op een afgesloten verdieping van het ziekenhuis met een agent bij de deur van haar kamer zal ze de komende nacht moeten rusten. Wanneer Pierce en Tull besluiten naar het ziekenhuis te gaan om hun werk af te maken, wordt deze afgesloten verdieping een hel voor haar, wanneer de agent bij haar wordt vermoord, de communicatie met de buiten wereld onmogelijk wordt gemaakt en zelf moet vluchten voor haar leven.

## Rolverdeling
| Acteur           | Personage      |
| ---------------- | -------------- |
| Nicky Whelan     | Madison Taylor |
| Bruce Willis     | Steve Wakes    |
| Tito Ortiz       | Pierce         |
| Texas Battle     | Tull           |
| Steve Guttenberg | Dr. Jones      |